# 髙田旭人
髙田 旭人（たかた あきと、1979年3月12日 - ）は、日本の実業家。株式会社ジャパネットホールディングス代表取締役社長 兼 CEO。同社の創業者髙田明の長男。

## 来歴
長崎県佐世保市で3人きょうだいの第2子長男として誕生。7歳（1986年）の時、父がジャパネットたかたの前身となるカメラ店を開き、家族で自宅兼店舗の2階に住み、商売をする両親の姿を見て育った。母の「子供は早く自立させたほうがよい」という教育方針もあり、福岡県久留米市にある中高一貫校久留米大学附設中学校・高等学校へ進学し、親元を離れ寮で暮らす。
1年の浪人後、東京大学理科二類に入学、教養学部卒業後、2002年4月野村證券に入社。アメリカ留学を経て、2004年にジャパネットたかたに入社し、販売推進統括本部長、商品開発推進本部長などを歴任。2010年、総合顧客コンタクト本部長兼商品管理部長 を兼務。2010年、ジャパネットコミュニケーションズ設立時に代表取締役社長。2012年、ジャパネットたかた代表取締役副社長兼ジャパネットコミュニケーションズ取締役に就任。
2012年7月、1商品を1日限りで特価販売する「チャレンジデー」を企画（第1回目の商品はエアコン）。大量の在庫を抱えるリスクがあり、会議では社長は反対の立場だったが、最後は折れた。「チャレンジデー」は結果的に大成功し、ジャパネットたかたの業績に大きな影響を与えたほどで、これは現在も続けられている。同社の次期社長と目され、2015年1月に35歳で社長に就任。先代とは異なり、自らは自社番組には出演していなかったが、日清食品Presents 麻雀オールスターBS10チャンピオンシップにJOKERとして出場した。
2022年3月から、ジャパネットホールディングス傘下のサッカーJリーグのV・ファーレン長崎とバスケットボールBリーグの長崎ヴェルカの会長を兼任。

## エピソード
- 座右の銘は「自信は努力から」[10]。
- 大学では教養学部基礎科学科の数理科学コースだったが、「正直、大学時代はほとんど勉強していません（笑）。テニスに野球、飲み会など大学4年間で大半の遊びはこなしました。その分、社会人になってから仕事に没頭している感じです。」と語っている[11]。
- 野村證券に入社した理由について、「後々、父の跡を継ぐのであれば金融は勉強しておきたいと考えたんです。金融業界の中でも野村證券は特に仕事において鍛えられると聞いていましたので、せっかくなら厳しいところでみっちり勉強しようと。」と語り、配属された営業部では「飛び込み営業で名刺を100枚集める」という課題が与えられ、住宅街を一軒ずつチャイムを鳴らして回ったこともある[11]。
- 父とは見解の相違が多々あり、チャレンジデーを企画した時などで｢こんなやり方じゃダメだ｣「だったらお前が社長をやれ」というような押し問答が何度もあった。「父がひらめき天才型の長嶋茂雄タイプとすれば、僕は理詰めで考える野村克也タイプ」と振り返っている[11]。
- 2017年7月18日、ジャパネットの協賛でヤフオクドームで開催されたプロ野球・ソフトバンク対西武戦で始球式を務めた。その試合で同じ「たかた」姓を持つソフトバンクの髙田知季が「2番・ショート」でスタメン起用され、先制本塁打を放つなどの活躍で勝利に貢献し試合後にヒーローインタビューを受けた[12]。高田社長が気に入り、同年10月からジャパネットのテレビCM（福岡地区限定）に出演している[13]。
- ひどい腰痛持ちであったが、美木良介が考案した呼吸法「ロングブレス」のレッスンを受け回復。それ以降、運動の習慣化、健康増進につながればと自社の朝礼にも取り入れているほか[14][15]、ジャパネットグループのBS放送局「BS10」においてほぼ毎日[16]朝6時から美木良介による『ジャパネットプレゼンツ 長息 長生き ロングブレス』が放送されている[17]。

## テレビ番組
- 日経スペシャル カンブリア宮殿 ジャパネット2代目 脱カリスマ経営の全貌！（2021年10月21日、テレビ東京）- ジャパネットホールディングス社長として出演[18]。
- 日清食品 Presents 麻雀オールスター BS10 チャンピオンシップ（2025年5月7日 - 6月25日、BS10）

## 著書
- 『ジャパネットの経営 東大卒2代目の僕がカリスマ社長の後を継ぎ大事にしてきたこと』（2020年4月20日、日経BP）ISBN 9784296104918